# STP分析
在行銷學中，市场區隔（Segmentation）、 目标市场选择（Targeting）、 市场定位（Positioning）是由美国营销学者Wendell R.Smith于1956年提出的，构成营销战略的三要素。
- 市场區隔（Segmentation）是指企业通过市场调研，根据消费者的需要、购买行为和购买习惯的差异，把某一产品的市场，划分为若干部分。
- 目标市场选择（Targeting）是指市场區隔后，企业准备以相应的产品和服务满足其中一个或几个子市场。
- 市场定位（Positioning）是指企业针对潜在顾客的心理，创立产品、服务在目标顾客心中的某种个性特征。

## 市场區隔
多年来，在市场區隔（Segmentation）时应考虑哪些变量一直是备受学者争议的问题。 通常情况下，会将社会、经济和个人因素纳入考虑。美国学者菲利普·科特勒提出将地理、心理学、人口统计学和行为变量一起纳入考虑。 市场區隔是企业通过市场调研，根据上述变量，把某一产品的市场，划分为若干部分的过程。 然而，也必须注意避免过度分割市场，因为这可能使企业难以在较小的市场中获利。 在市场區隔的过程中，应关注可测量性、可接近性、可持续性和可行性三大特征。

## 目标市场选择
目标市场选择（Targeting）是市场區隔（Segmentation）后，企业准备以相应的产品和服务满足其中一个或几个子市场的过程。 目标市场选择不断变化的。 通过纸媒及传统媒体进行目标市场选择的做法，已经被社交媒体的出现颠覆。 行为定位就是基于社交媒体的产物，其重点是在线广告和数据收集，以便向潜在的细分市场发送营销信息。 

## 市场定位
市场定位（Positioning）是STP营销的最后阶段，指企业针对潜在顾客的心理，创立产品、服务在目标顾客心中的某种个性特征。 因此，顾客感知对品牌在市场中的定位有着巨大的影响。 市场定位被分为三种类型：功能定位，象征性定位和体验性定位。 功能定位的重点是产品或服务的某一方面，可以满足消费者的需求或愿望。 象征性定位是以满足顾客自尊的品牌特征为基础的。体验性定位是基于品牌的特点，与顾客产生情感联系。 这三者的结合是品牌定位的关键，使其在直接竞争中具有竞争优势。 总的来说，市场定位应该比竞争对手提供更具差异化产品或服务，并以一种有效的方式向消费者传达这种差异。